# Ammonitina
Ammonitina es un suborden diverso de cefalópodos amonites que vivieron durante los períodos Jurásico y Cretácico de la Era Mesozoica. Son excelentes índices fósiles y, a menudo, es posible vincular la capa de roca en la que se encuentran con períodos de tiempo geológicos específicos .
Las conchas de Ammonitina son típicamente planos espirales; enrollados en un plano, simétrico de lado a lado. Las conchas varían en forma, incluidas las que son evolutas, de modo que todas las espirales están expuestas y las que son fuertemente involucionadas y solo se muestra la espira exterior. Pueden tener nervios fuertes, algunos con nudos y espinas; otros son completamente suaves. Algunos tienen ventiladores anchos y redondeados (el borde exterior); en otros, el venter es afilado y con forma de quilla. Las suturas son generalmente amoníticas, con lóbulos y montura intrincados. Sin embargo, en algunas formas derivadas, la sutura se vuelve simplificada, ceratítica, incluso goniatítica.
Ammonitina se deriva de la Phylloceratina, otro suborden de Ammonitida que tiene su origen en Ceratitida del Triásico. Al igual que con la subclase, los parientes vivos más cercanos de Ammonitina son Coleoidea (pulpo , calamar y sepia) y no el Nautilus moderno superficialmente similar .
Las superfamilias del Jurásico Inferior incluyen Psiloceratoidea, Eoderoceratoidea e Hildoceratoidea, que son en parte del Jurásico Medio. Las superfamilias del Jurásico Medio y Superior incluyen Stephanoceratoidea, Perisphinctoidea y Haploceratoidea; Perisphinctoidea y Haploceratoidea continuaron hasta bien entrado el Cretácico. Las superfamilias exclusivamente cretáceas incluyen Desmoceratacea, Hoplitoidea y Acanthoceratoidea .
Eoderoceratoidea del Jurásico Inferior dio lugar a mediados de la época a Hilderceratidae, que a su vez dio lugar a principios del Jurásico Medio a Stephanoceratoidea, Perisphinctoidea y Haploceratoidea. Psiloceratoidea del Jurásico Inferior está solo.
Desmoceratoidea del Cretácico se deriva de Phylloceratina por separado de las formas jurásicas y dan lugar a Hoplitoidea y Acanthoceratoidea.